# Векки, Стефано
Стефано Векки (итал. Stefano Vecchi; род. 20 июля 1971, Бергамо, Ломбардия) — итальянский футболист, выступавший на позиции защитника; тренер.

## Карьера
Векки — воспитанник миланского «Интера» с 1986 до 1990 года. Однако в Милане ему не удалось проявить себя, и он отправился играть на позиции полузащитника в низшие лиги Италии (не поднимаясь выше Серии C1). В 1993 году перешёл в «Фиоренцуолу». Единожды Векки сыграл в плей-офф Серии C1 за выход в Серию B, но проиграл «Пистойезе». Завершил карьеру в 2005 году.
После окончания карьеры Векки занялся тренерской деятельностью, начиная с любительской лиги Ломбардии. Будучи тренером «Тритиума», последовательно выиграл Серию D; в следующем сезоне — Серию C2 и Суперкубок Серии. В 2006 году он перешёл на скамейку запасных в «Колоньезе» и получил повышение до D.